# Takhisis
Takhisis est un personnage fictif de l'univers des livres de Lancedragon. Elle est la principale déesse du Mal et elle est à la tête du panthéon sombre des dieux de Krynn.

## Présentation dans l'univers de fiction

### Généralités
Comme tous les dieux, Takhisis est issue de Chaos, le Père de Tout et de Rien, qui fut lui-même créé par le Roi des Dieux ou Haut-Dieu. Ses frères sont Paladine, le dieu ultime du Bien et Giléan, le dieu de la Neutralité. 
Takhisis apparaît le plus souvent sous la forme du Dragon à Cinq Têtes de Toutes les Couleurs et d'Aucune : une blanche, une bleue, une rouge, une verte et une noire. Chacune des couleurs des têtes représente un type de dragon différent sur Krynn, qui ont une taille et une puissance variables. 
Takhisis a de nombreux fidèles sur Krynn, comptant des dragons, des humains, des ogres, des gobelins, des hob-gobelins, des draconiens, des elfes dits noirs et plusieurs autres créatures ténébreuses.
Takhisis règne sur les Abysses, un monde de décrépitude, désert de ténèbre et de désolation totale. Le seul moyen d'y accéder est par l'union d'un mage des Robes Noires et d'un prêtre de Paladine qui a une foi inébranlable en son dieu. Ceux-ci se retrouvent devant un Portail qui s'ouvre sur les Abysses seulement si leur union est assez puissante.
Le seul but de Takhisis est d'avoir le pouvoir absolu sur le monde de Krynn. 

### Tentatives pour prendre le pouvoir sur Krynn
Takhisis tente de prendre le contrôle total de Krynn, une première fois lorsqu'elle déferle sur Krynn avec ses hordes de dragons maléfiques. Elle est repoussée par un groupe de héros et d'héroïnes lors des Guerres draconiques, à l'aide de la Lancedragon, une arme puissante capable de tuer des dragons. Ses dragons sont vaincus, elle est blessée elle-même et doit se replier dans les Abysses.
Lorsqu'elle est à nouveau prête à faire déferler ses armées sur la terre, Takhisis entame une nouvelle invasion, ce qui déclenche la Guerre de la Lance. Takhisis a créé un peuple à son service, les Draconniens, créés avec les œufs des dragons du Bien et pervertis avec la magie noire des prêtres de Takhisis. Elle est une nouvelle fois vaincue par les Compagnons, plus spécialement par le Général Doré, Laurana, femme de Tanis Demi-Elfe et fille de l'Orateur du Soleil, roi du Qualinesti.
Bien des années après la Guerre de la Lance, la Reine des Ténèbres, après avoir créée un nouvel ordre de Chevalerie, les Chevaliers de Takhisis,  tente de nouveau de reprendre le contrôle de Krynn. Mais l'invasion est interrompue par l'arrivée de Ionthas/Chaos/le Père de Tout et de Rien et de ses hordes de dragons de feu, d'ombres meurtrières, de spectres et de monstres maléfiques invoqués par l'essence même du Chaos. Chaos, libéré d'une gemme créée par Réorx, veut donner une leçon à ses enfants qui l'ont emprisonné il y a des centaines d'années dans la Gemme Grise. Avec l'accord de ses frères, Paladine et Giléan, Takhisis prend finalement la tête de toutes les armées de Krynn pour s'opposer au Chaos. Avec l'aide de toutes les créatures du Bien et du Mal, les légions du Chaos et lui-même sont vaincus.
Après la victoire sur Chaos, les dieux disparaissent, emportant avec eux les dons de la magie. Les trois satellites de Krynn disparaissent, remplacés par une pâle lune, tout comme le soleil, qui éclaire mais ne réchauffe pas. Des dragons monstrueux envahissent l'Ansalonie et dévorent les dragons natifs de la planète.Ces cinq grands dragons chromatiques (blanc, bleu, noir, rouge et vert) se partagent le continent et y règnent comme des dieux, ne laissant que peu de place aux nations dites libres. Takhisis profite de la situation pour contrôler ces dragons et s'imposer comme déesse unique. Plusieurs héros et héroïnes, Tass, Lunedor et Raistlin Majere, partent en quête des autres dieux et leur permettent de retrouver la trace de Krynn. Punie par ses pairs, la reine des Ténèbres devient mortelle et le jeune roi du Silvanesti, Silvanoshei, la transperce d'une lancedragon pour défendre sa bien-aimée Mina. Takhisis expire, non sans avoir maudit son frère Paladine. Ces événements marquent le début du Cinquième Âge de Krynn, l'Âge des Mortels.

## Analyses
Dans une étude sur les concepts religieux dans les univers de fantasy, Nadine Wolf remarque le rôle central de Takhisis dans la structuration de l'univers de Lancedragon, où elle incarne le Mal ultime, dans une structure reprise aux mythes de création. Stefan Ekman, qui étudie les personnages de Seigneurs du Mal dans la fantasy, inclut Takhisis dans son corpus d'étude. Selon lui, Takhisis, comme plusieurs autres personnages similaires dont le Dark One dans La Roue du Temps de Robert Jordan ou le Warlock Lord du cycle de Shannara de Terry Brooks, reprend plusieurs traits à Sauron, personnage de la Terre du Milieu de J.R.R. Tolkien. Comme Sauron, le rôle de Takhisis consiste à incarner une figure du Mal ultime, mais aussi à constituer un actant qui structure l'histoire. Comme Sauron, elle s'entoure de serviteurs, des Chevaliers dragons qui jouent un rôle proche de celui des Nazgûls.